# 田波耕治
田波 耕治（たなみ こうじ、1939年9月10日 - ）は、日本の大蔵官僚。内閣官房内閣内政審議室長、大蔵事務次官、国際協力銀行副総裁・総裁などを務めた。

## 来歴
東京府出身。父は弁護士の田波芳三。東京都立日比谷高等学校から東京大学文科一類に入学。クラスは文科一類12B。専門課程では東京大学法学部第1類（私法コース）に進学。サークルでは東大法律相談所に所属。法律相談所には日高壮平、田中寿、牧野力らがいた。1年間多く在学し、国家公務員上級甲種試験（法律）に合格。試験地は東京都で、受験番号は177番。東京大学法学部第1類（私法コース）卒業、1964年に大蔵省に入省した（配属先は大臣官房文書課）。
1966年4月、大臣官房調査課。1967年4月、経済企画庁調整局財政金融課専門調査員。1969年7月、坂出税務署長。1970年7月、大臣官房付（外務研修）。1971年6月、外務省在米国日本国大使館二等書記官。1974年4月、同一等書記官。1975年7月、理財局資金第二課長補佐（運用二）。福田赳夫内閣の坊秀男蔵相の下で大臣秘書官を、1977年、大須敏生（のちに理財局長）から引き継いで、同改造内閣の村山達雄蔵相の下で、さらに大平内閣の金子一平蔵相の下でも同様に大臣秘書官を務めた。
その後は主計局主計企画官（財政計画担当）、主計局主計官（防衛担当）、主計局主計官（地方財政、補助金、大蔵担当）、主税局税制第一課長、大臣官房秘書課長、主計局次長（末席）、主計局次長（次席）、大臣官房審議官（主税局担当）を経て、1993年6月、大臣官房総務審議官に就任。1994年7月1日、理財局長に就任。
1996年7月12日、内閣官房にて内閣内政審議室長に就任。行政改革や沖縄振興策を取りまとめた。その後、主計局長であり、事務次官候補であった同期の涌井洋治が「大蔵スキャンダル」の渦中で更迭されたため、1998年1月、内閣内政審議室長から大蔵事務次官に就任し、大蔵省改革に取り組む。1999年7月、大蔵省を退官。その後、国際協力銀行副総裁に就任。
2007年10月、政策金融改革の渦中において国際協力銀行総裁に就任。国際協力銀行では、国際金融や政府開発援助の円借款供与を指揮し、発展途上国の通商活動の支援に取り組んだ。これらを通じ、国際機関や日本国外の金融当局との信頼関係を築いた。
2008年3月18日、日本政府より第30代日本銀行総裁候補として国会に提示されたが、3月19日、参議院本会議にて民主党などの反対多数で不同意と決せられ、総裁就任を見送られることとなった。9月に国際協力銀行総裁を退任。12月1日付で格付け投資情報センター顧問に就任。株式会社三菱UFJ銀行顧問、公益財団法人笹川平和財団評議員、公益財団法人国際通貨研究所評議員、公益財団法人小笠原敏晶記念財団理事、公益財団法人日本法制学会理事。

## 同期入省
野田毅、野口悠紀雄、涌井洋治 （JT会長、主計局長、大臣官房長）、加藤隆俊（IMF副専務理事、財務官）、高橋厚男（関税局長）、坂本導聡（経済企画庁総合計画局長）、瀧川哲男（沖縄開発次官）、竹内克伸（国土事務次官）などがいる。

## 人物・政治姿勢
人柄は清廉かつ温厚な人柄と評されており、内閣官房から大蔵事務次官として呼び戻された異例の人事の背景として、田波の人柄が評価されたことが指摘されている。さらに東短リサーチチーフエコノミストは人望があり、組織運営能力は高いことを田波の強みとして挙げている。
行財政改革において、旧大蔵省の省益を守る為、金融・財政の分離阻止を主導した人物であると指摘されている。